# Torre Federación
La Torre Federación (en ruso: Башня Федерация, Bashnya Federatsiya, también conocida como Torre de la Federación y Federation Tower) es un complejo de dos rascacielos que forman parte del Centro Internacional de Negocios de Moscú en Moscú, Rusia. La construcción de las torres empezó en 2005, y se completó en 2017. Es el segundo rascacielos más alto de Europa y de Rusia, siendo solo superado por el Lakhta Center (ubicado en San Petersburgo). En un principio, estaba proyectada la construcción de un pináculo entre ambas torres del complejo que se elevaría hasta los 506 metros. Finalmente, por problemas de presupuesto, se canceló.
El arquitecto del complejo es el alemán Sergei Tchoban. El proyecto está siendo desarrollado por Mirax Construction y es propiedad de Mirax Group. La compañía constructora es China State Construction Engineering Corporation, mientras que para la Torre Oeste es la turca Ant Yapi. La compañía italiana Busi Impianti SpA es la contratista para los sistemas de fontanería y electricidad de la torre. La fachada para ambas torres del complejo fue diseñada por New York office of Thornton Tomasetti, bajo la dirección de Jean-Pierre Kocher.

## Descripción
Este complejo de edificios contiene dos rascacielos:
- Torre Západ (Oeste): se finalizó en 2008; mide 243 m (metros) de altura, tiene 63 plantas y es utilizado como residencias y oficinas.
- Torre Vostok (Este): es el rascacielos más alto del complejo; se espera que esté completado en 2016; la estructura mide 374 m de altura, tiene 95 plantas y es utilizado como residencias y oficinas.

## Galería

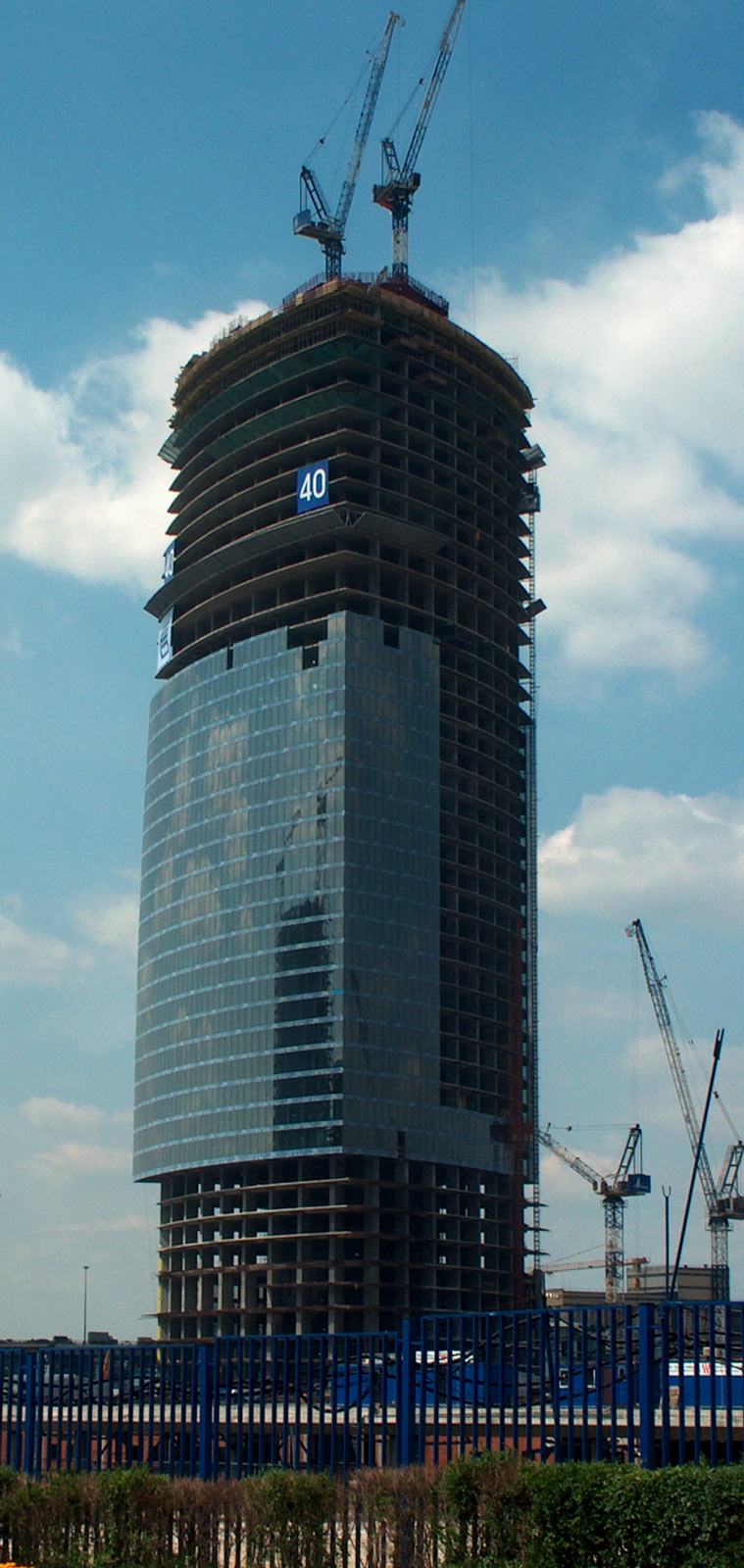
Torre Západ el 28 de junio de 2006.
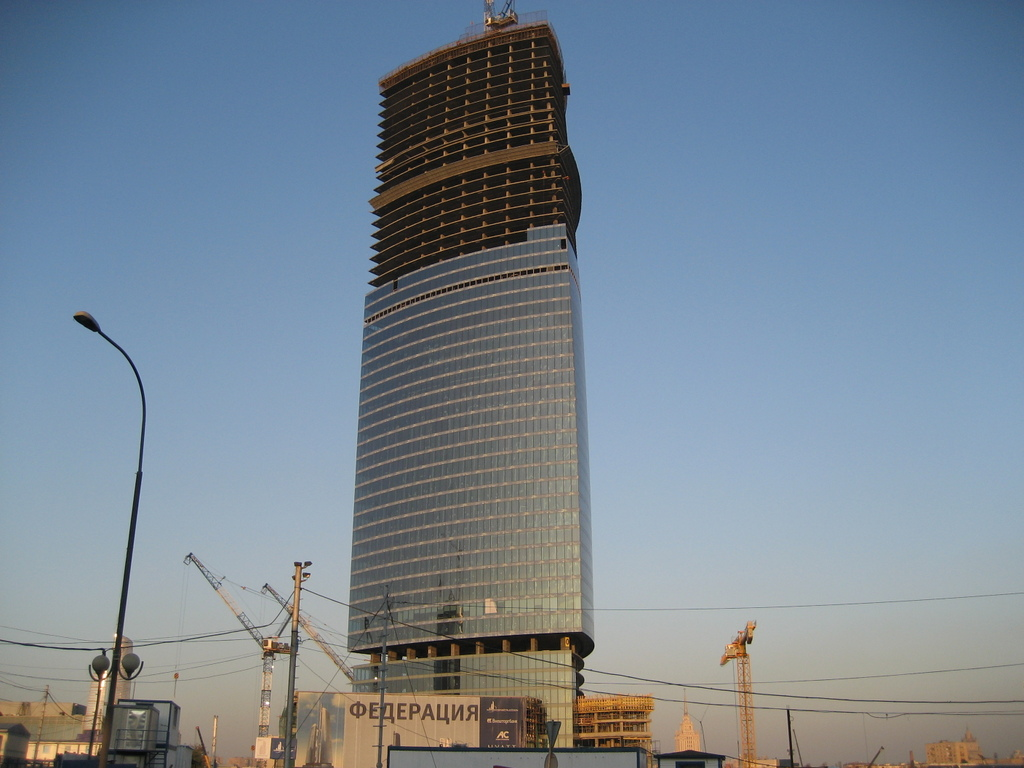
24 de septiembre de 2006.
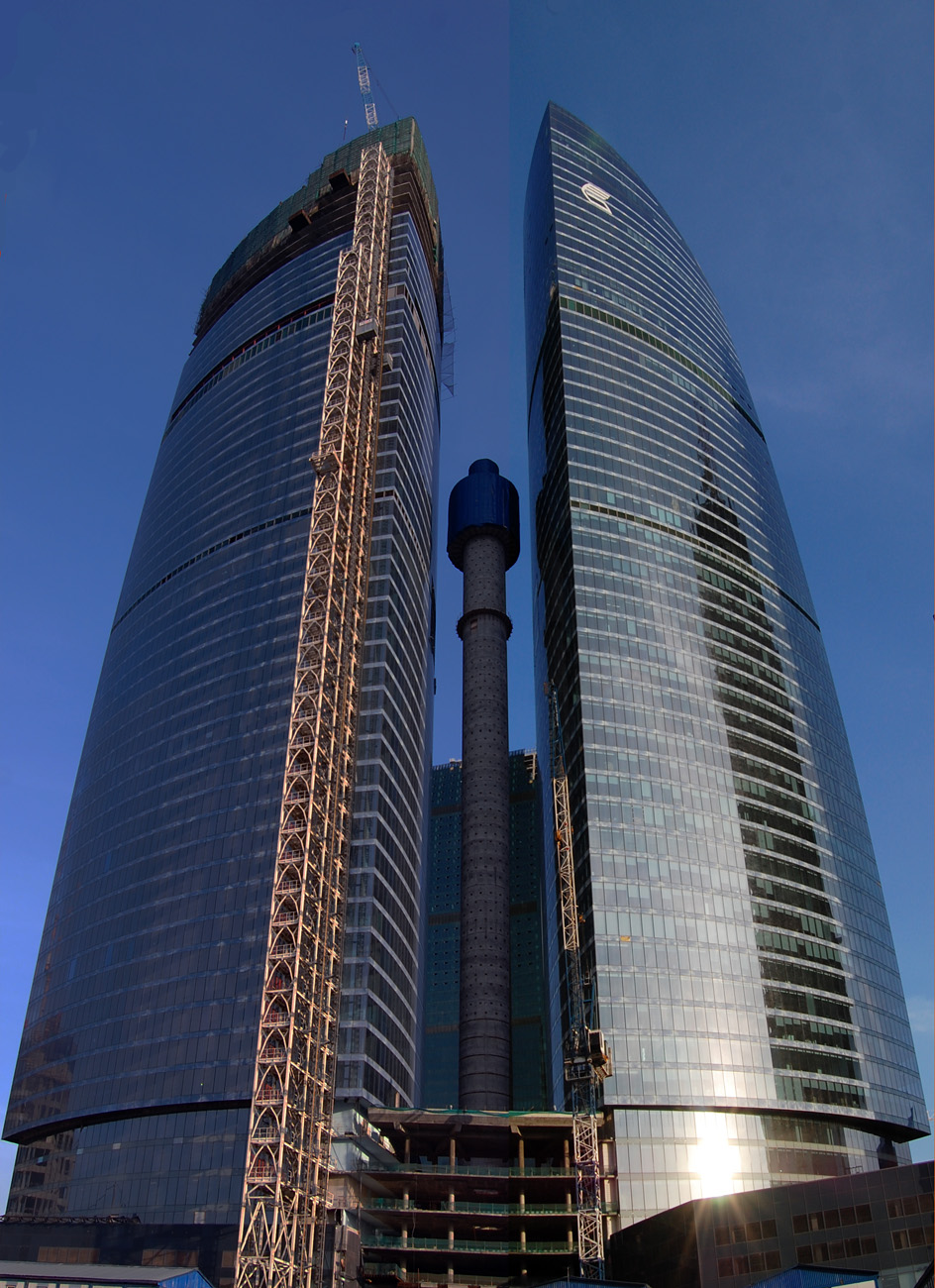
Marzo de 2010.
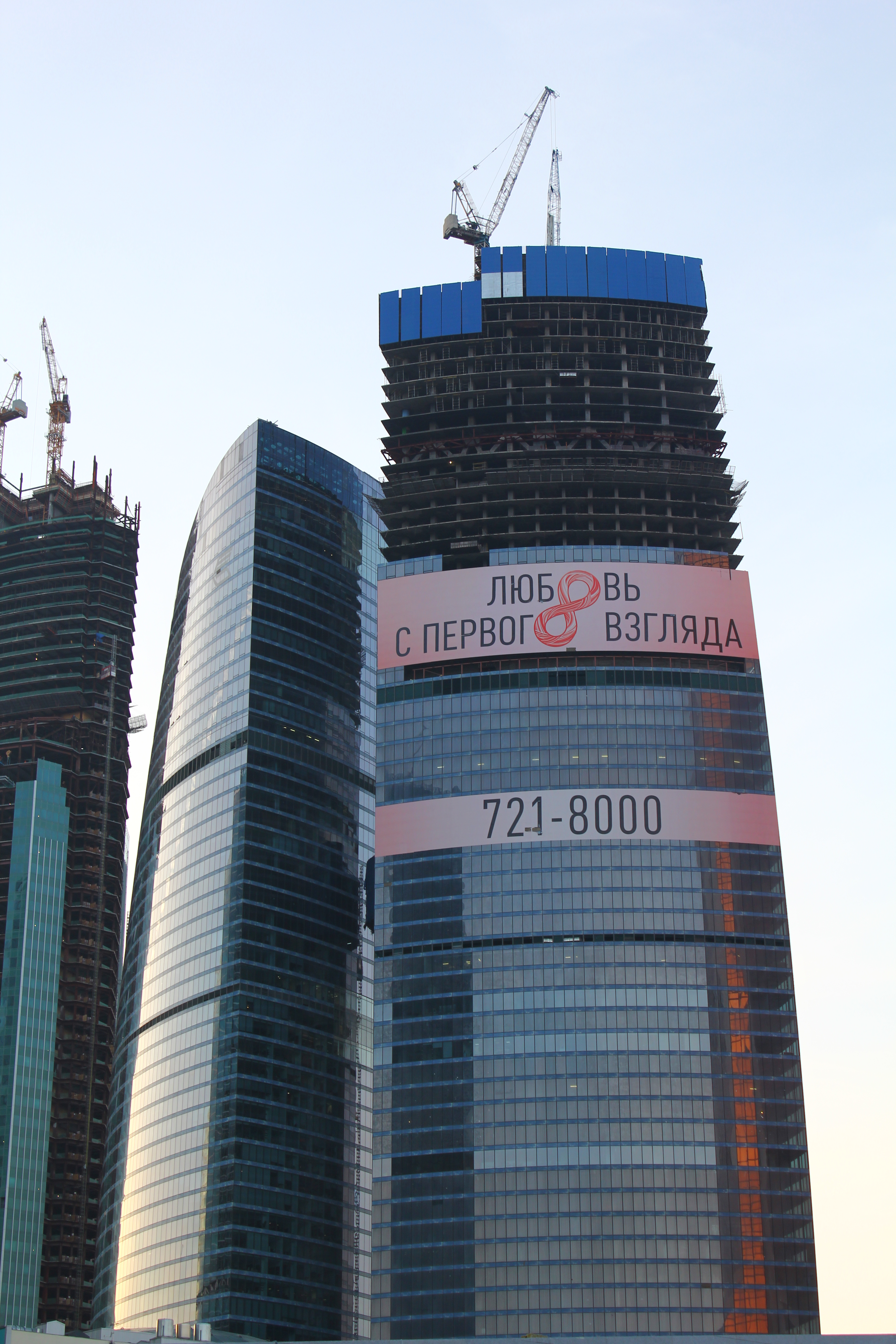
Octubre de 2012.
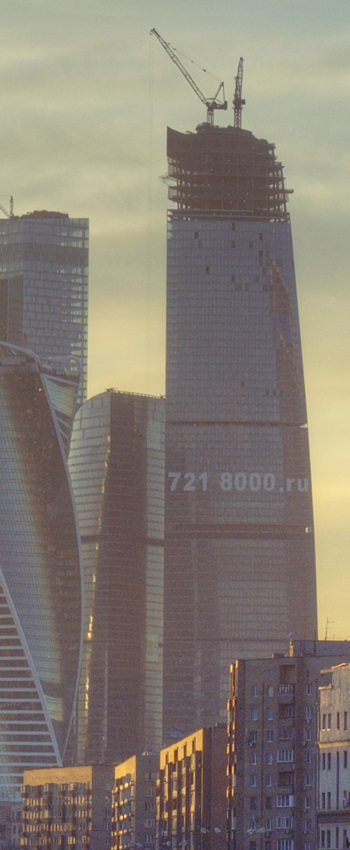
Marzo de 2015.
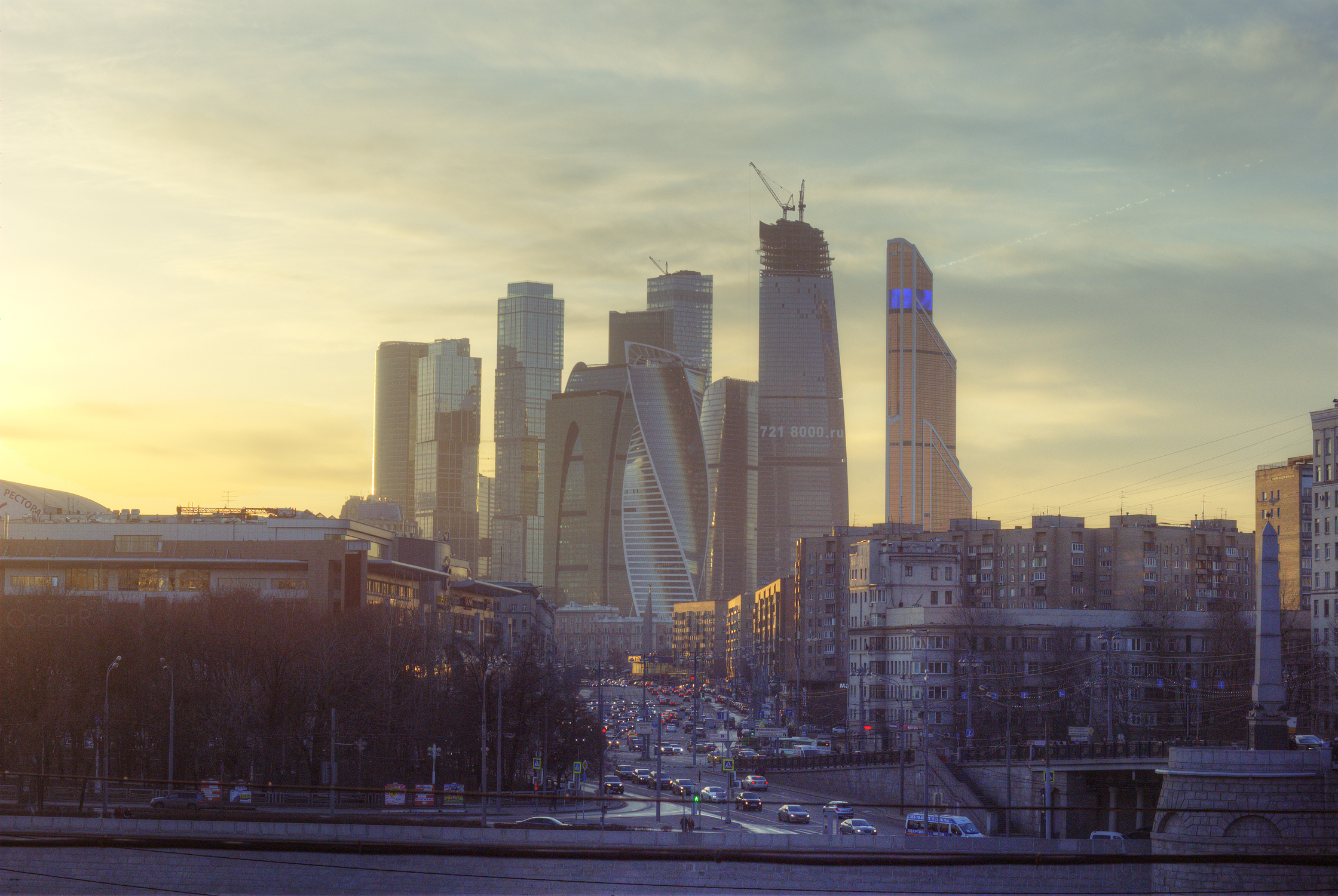
Centro Internacional de Negocios de Moscú en 2015.